# Olympische Sommerspiele 1968/Teilnehmer (Vereinigte Staaten)
| Gelbes Symbol für Goldmedaillen mit stilisierten Olympischen Ringen | Graues Symbol für Silbermedaillen mit stilisierten Olympischen Ringen | Braundes Symbol für Bronzemedaillen mit stilisierten Olympischen Ringen |
| ------------------------------------------------------------------- | --------------------------------------------------------------------- | ----------------------------------------------------------------------- |
| 45                                                                  | 28                                                                    | 34                                                                      |

Die Vereinigten Staaten nahmen an den Olympischen Sommerspielen 1968 im mexikanischen Mexiko-Stadt mit einer Delegation von 357 Athleten, 274 Männer und 83 Frauen, teil. Robert Beck nahm im Fechten und im Modernen Fünfkampf teil.

## Teilnehmer nach Sportarten

### Basketball
- Basketballnationalmannschaft der Vereinigten Staaten
  - Mike Barrett
  - John Clawson
  - Don Dee
  - Calvin Fowler
  - Spencer Haywood
  - Bill Hosket
  - Jim King
  - Glynn Saulters
  - Mike Silliman
  - Ken Spain
  - Jo Jo White
  - Charlie Scott

### Boxen
- Jim Wallington
- Davey Vasquez
- Al Robinson
- Art Redden
- Armando Muniz
- Harlan Marbley
- Alfred Jones
- Ronnie Harris
- Sammy Goss
- George Foreman
- Johnny Baldwin

### Fechten
| Männer - Paul Pesthy - Alex Orban - Stephen Netburn - Alfonso Morales - David Micahnik - Jack Keane - Uriah Jones - Herb Cohen - Jeffrey Checkes - Dan Cantillon - Robert Blum - Thomas Balla - Albert Axelrod - Larry Anastasi - Robert Beck | Frauen - Janice Romary - Veronica Smith - Sally Pechinsky - Maxine Mitchell - Harriet King |

### Gewichtheben
| Männer - Joe Puleo - Ernie Pickett - Fred Lowe - Russ Knipp - Phil Grippaldi - Joe Dube - Robert Bartholomew |

### Kanu
| Männer - Peter Weigand - Andreas Weigand - John Pickett - Mervil Larson - Malcolm Hickox - Ernst Heincke - John Glair - William Gates - Lester Cutler - Paul Beachem | Frauen - Sperry Rademaker - Marcia Jones Smoke |

### Leichtathletik
| Männer - Larry Young - George Young - George Woods - Ron Whitney - Art Walker - Tom Waddell - Tom Von Ruden - Geoff Vanderstock - Bill Toomey - Norm Tate - Gary Stenlund - Tracy Smith - Tommie Smith - Ronnie Ray Smith - Dave Smith - Rick Sloan - Jay Silvester - Bob Seagren - Lou Scott - Jim Ryun - Dave Romansky - Bill Reilly - Larry Questad - John Pennel - Mel Pender - Al Oerter - Conrad Nightingale - Van Nelson - Mark Murro - Kenny Moore - Charles Mays - Vince Matthews - Randy Matson - Dave Maggard - Marty Liquori - Tom Laris - Ron Laird - Ron Kutschinski - Goetz Klopfer - Larry James - Jim Hines - Rudy Haluza - Erv Hall - Al Hall - Charles Greene - Ron Freeman - Dick Fosbury - Tom Farrell - Lee Evans - Tom Dooley - Bob Day - Ron Daws - Willie Davenport - Frank Covelli - Hal Connolly - Leon Coleman - Ed Caruthers - Casey Carrigan - Gary Carlsen - John Carlos - Ed Burke - Reynaldo Brown - Ralph Boston - Wade Bell - Bob Beamon - Jack Bacheler | Frauen - Patty Van Wolvelaere - Willye White - Martha Watson - Wyomia Tyus - Esther Stroy - Maren Seidler - Jarvis Scott - Mamie Rallins - Mildrette Netter - Carol Moseke - Eleanor Montgomery - Madeline Manning - Francie Kraker - Cathy Hamblin - Barbara Friedrich - Olga Connolly - Barbara Ferrell - Judy Dyer - Lois Drinkwater - Pat Daniels - Sharon Callahan - Doris Brown - Estelle Baskerville - RaNae Bair - Margaret Bailes |

### Moderner Fünfkampf
| Männer - Robert Beck - James Moore - Tom Lough |

### Radsport
| Männer - Wes Wessberg - John Vande Velde - Jim Van Boven - Jackie Simes - Charles Pranke - Tim Mountford - Oliver Martin - Steve Maaranen - John Howard - Jack Disney - Skip Cutting - David Chauner - Daniel Butler - Dave Brink - John Allis |

### Rudern
| Männer - Raymond Wright - John Van Blom - Lawrence Terry - Scott Steketee - Pete Raymond - Bill Purdy - John Nunn - Tony Martin - William Maher - Stewart MacDonald - Cleve Livingston - Andy Larkin - Luther Jones - Philip Johnson - Lawrence Hough - Paul Hoffman - Franklin Hobbs - William Hobbs - David Higgins - John Hartigan - Charles Hamlin - Jake Fiechter - Arthur Evans - Richard Edmunds - Curtis Canning - Gardner Cadwalader - Steve Brooks |

### Reiten
| Männer - James Wofford - William Steinkraus - J. Michael Plumb - Michael Page - Kevin Freeman - Frank Chapot | Frauen - Donnan Plumb - Edith Master - Mary Mairs-Chapot - Kathryn Kusner - Kyra Downton |

### Ringen
| Männer - Wayne Wells - Rich Tamble - Henk Schenk - Rich Sanders - Bob Roop - Tom Peckham - Larry Lyden - Jess Lewis - Larry Kristoff - Werner Holzer - Jim Hazewinkel - Dave Hazewinkel - Bobby Douglas - Steve Combs - Don Behm - Wayne Baughman |

### Schießen
| Männer - John Writer - Lones Wigger - Arnold Vitarbo - Ray Stafford - Bob Rodale - Jim McNally - Bill McMillan - Earl Herring - Don Hamilton - Thomas Garrigus - John Foster - Gary Anderson |

### Schwimmsport

#### Schwimmen
| Männer - Zachary Zorn - Ken Walsh - Mike Wall - Ross Wales - Andrew Strenk - Mark Spitz - Don Schollander - Doug Russell - Carl Robie - Steve Rerych - Dave Perkowski - John Nelson - Ronald Mills - Ken Merten - Don McKenzie - Philip Long - John Kinsella - William Johnson - David Johnson - Brian Job - Chet Jastremski - Mitchell Ivey - Jack Horsley - Charles Hickcox - Gary Hall senior - John Ferris - Mike Burton - Greg Buckingham - Brent Berk - Larry Barbiere | Frauen - Sharon Wichman - Pokey Watson - Lynn Vidali - Jane Swagerty - Susan Shields - Susan Pedersen - Kendis Moore - Debbie Meyer - Pamela Kruse - Claudia Kolb - Suzy Jones - Cathy Jamison - Toni Hewitt - Jan Henne - Kaye Hall - Linda Gustavson - Diane Giebel - Ellie Daniel - Patty Caretto - Jane Barkman - Catherine Ball - Susie Atwood |

#### Wasserspringen
| Männer - Edwin Young - Bernard Wrightson - Keith Russell - Jim Henry - Rick Gilbert | Frauen - Barbara Talmage - Ann Peterson - Keala O’Sullivan - Micki King - Sue Gossick - Lesley Bush |

#### Wasserball
| Männer - Dean Willeford - Barry Weitzenberg - Russ Webb - Tony Van Dorp - Gary Sheerer - John Parker - Ron Crawford - Stanley Cole - Bruce Bradley - Steve Barnett - Dave Ashleigh |

### Segeln
| Männer - Stuart Walker - Carl Van Duyne - Lowell North - David James - Bob James - Barton Jahncke - George Friedrichs - Gerald Schreck - Gardner Cox - Steve Colgate - Peter Barrett |

### Turnen
| Männer - Dave Thor - Fred Roethlisberger - Steve Hug - Sid Freudenstein - Steve Cohen - Kanati Allen | Frauen - Joyce Tanac - Cathy Rigby - Colleen Mulvihill - Linda Metheny - Kathy Gleason - Wendy Cluff |

### Volleyball
| Männer - Pedro Velasco - Rudy Suwara - Jon Stanley - Larry Rundle - Danny Patterson - Butch May - John Henn - Tom Haine - Smitty Duke - Winthrop Davenport - Mike Bright - John Alstrom | Frauen - Jane Ward - Sharon Peterson - Mary Perry - Bobbie Perry - Nancy Owen - Marilyn McReavy - Miki McFadden - Laurie Lewis - Ninja Jorgensen - Fanny Hopeau - Kathryn Heck - Patti Bright |